# Lysebotn
Lysebotn is een dorp aan het einde van de Lysefjord, behorende bij de gemeente Sandnes in de provincie Rogaland in Noorwegen.
Lysebotn is bereikbaar via de Lysebotnvegen, een weg met 27 haarspeldbochten vanaf de RV 9. Dichtbij ligt de berg Kjerag met een uitzicht over het Lysefjord.
Er is een veerverbinding van Lysebotn naar Lauvvik.

## Voetnoten
1. ↑  Statistics Norway. Urban settlements. Population and area, by municipality. 1 January 2007 (toelichting)